# اوریک اسید
ادرار ترش یا اسید اوریک ترکیب آلی از عناصر کربن، اکسیژن، نیتروژن و هیدروژن به فرمول شیمیایی C۵H۴N۴O۳ می‌باشد. در بدن انسان ادرار ترش از شکستن پورین که در مواد غذایی چون جگر و گوشت وجود دارد به دست می‌آید.

هیپوگزانتین (one oxygen atom)
گزانتین (two oxygens)
اسیداوریک (three oxygens)

## در بیماریها

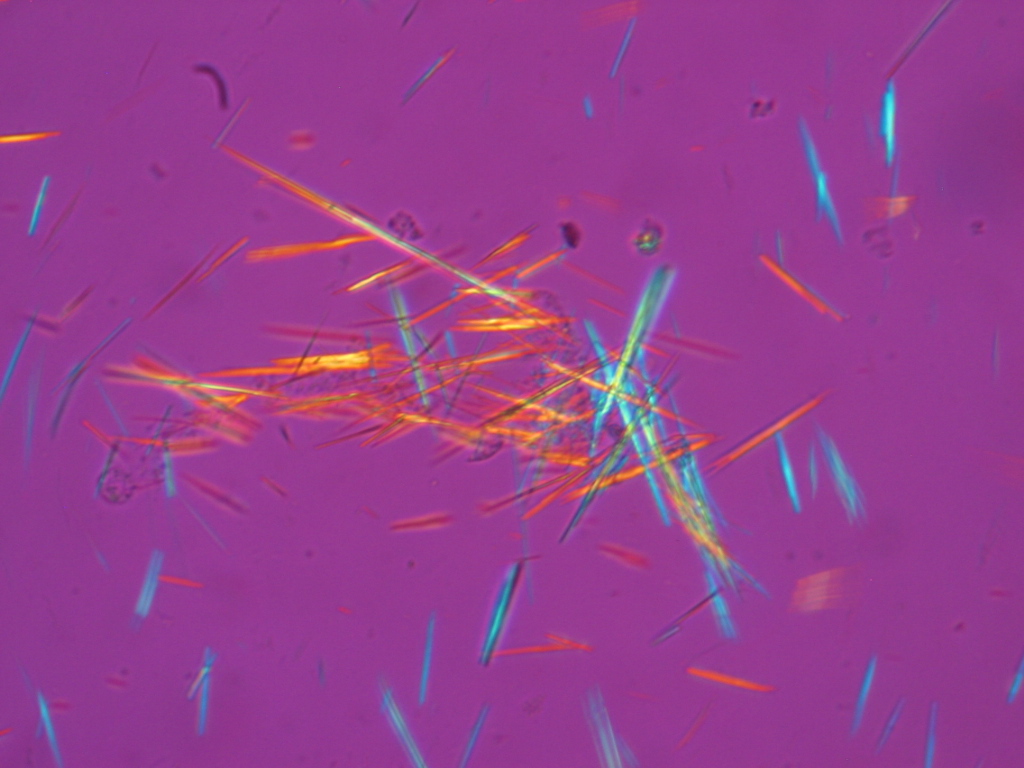
اوریک اسید در بدن

از آنجایی که اوریک اسید انحلال پذیری زیادی با آب ندارد، به همین دلیل تمایل زیادی به رسوب کردن و تشکیل بلور دارد و در نهایت رسوب بلورهای اوریک اسید در کلیه‌ها باعث ایجاد سنگ کلیه می‌شود و در مفاصل باعث بیماری نقرس می‌شود.
ادرار ترش توسط کلیه‌ها دفع می‌شود بنابراین در نارسایی کلیه میزان آن در خون افزایش می‌یابد. همچنین در سرطان و نقرس نیز ما اغلب افزایش ادرار ترش را مشاهده می‌کنیم. رسوب کریستالهای ادرار ترش در مفاصل کوچک (بیماری نقرس) و در کلیه (سنگ کلیه نوع اسید اوریکی) گاه مشاهده می‌شود.
تجمع بالای اوریک اسید در سندرم لش-نیهان هم دیده می‌شود که ناشی از نقص در آنزیم هیپوگزانتین گوانین فسفوریبوزیل ترانسفراز است. نقص در این آنزیم موجب افزایش سطح فسفوریبوزیل پیروفسفات می‌شود که نتیجتاً سرعت سنتز پورین‌ها بالا می‌رود و موجب تجمع بالای اسید اوریک و برخی متابولیت‌های پیش‌ساز می‌گردد.
هدف از آزمایش اوریک اسید تشخیص میزان اسید اوریک در فرد مورد آزمایش است. سطوح بالای اسید اوریک خون می تواند نشانه بیماری هایی مانند نقرس باشد. سطح پایین اسید اوریک می تواند نتیجه نظارت بر سطح اسید اوریک خون در بیماران تحت شیمی درمانی یا پرتودرمانی باشد. برای انجام آزمایش اسید اوریک خون لازم است آزمایشگر ۸ الی ۱۰ ساعت قبل از انجام آزمایش ناشتا باشد.